# Första världskrigets utbrott
Första världskrigets utbrott syftar på den kedja av händelser under sommaren 1914 som ledde till att Första världskriget bröt ut. Konflikten inleddes med Österrike-Ungerns krigsförklaring mot Serbien den 28 juli 1914 och eskalerade snabbt genom mobiliseringar, diplomatiska ultimatum och krigsförklaringar mellan Europas stormakter. Inom några veckor var större delen av kontinenten indragen i ett storkrig, där allianssystem, nationalistiska motsättningar och militära strategier bidrog till att konflikten antog en global omfattning.

## Historia

### Rysslands mobilisering och Tysklands ultimatum
Efter att Österrike-Ungern förklarat krig mot Serbien beslöt Ryssland att mobilisera för att hjälpa sitt brödrafolk serberna.
Omedelbart efter det att den ryska mobiliseringsorderns bekantgörande blivit känt i Berlin och rapporter kommit från gränsen om att dess faktiska verkställande hade börjat, på förmiddagen 31 juli, beslöt man där att proklamera "tillstånd av hotande krigsfara". Samtidigt beordrades den tyske Rysslands-ambassadören Pourtalès att i form av ultimatum med 12 timmars frist kräva att Ryssland skulle inställa alla krigsåtgärder mot Tyskland och Österrike-Ungern. Vägran eller uteblivet svar skulle medföra tysk mobilisering. Samtidigt ställdes, med 18 timmars frist, en förfrågan till Frankrike om det ämnade bli neutralt i ett krig mellan Ryssland och Tyskland.  

### Krigsförklaringar och mobiliseringar
Då ryska regeringen avvisade det tyska kravet avgav Pourtalès den 1 augusti på eftermiddagen Tysklands krigsförklaring mot Ryssland, och på eftermiddagen samma dag utfärdades tysk order om allmän mobilisering. Franska regeringen besvarade frågan om neutralitet med att Frankrike skulle "handla så, som dess intressen bjöd det", och även där utfärdades på eftermiddagen den 1 augusti en order om allmän mobilisering, varvid för undvikande av gränssammanstötningar en 10 km bred zon vid gränsen upprättades, som inte skulle få beträdas av trupperna. De tyska trupperna hade likaledes erhållit order om att strängt respektera gränsen, men på ömse sidor förekom de följande dagarna smärre kränkningar av grundsatsen om att respektera den. 

### Fördröjning i krigsförklaring mot Frankrike
Av politiska skäl önskade Tyskland att inte framstå som den anfallande genom att förklara krig mot Frankrike och dröjde därför med detta till på eftermiddagen den 3 augusti. Krigsförklaringen avgavs då, klumpigt motiverad av en del uppräknade franska krigsåtgärder på tyskt område, vilka påståenden emellertid senare snart nog utreddes bero på grundlösa rapporter som föranletts av lättrogenhet och nervositet hos lokala militära myndigheter. Att tyska regeringen genom sina ultimata av 31 juli till Ryssland och Frankrike skulle ha försökt förstöra de just då förbättrade utsikterna till rysk-österrikisk uppgörelse påstods ibland från ententehåll, men vederläggs genom intensiteten av Tysklands, visserligen alltför sent igångsatta, fredspåtryckning i Wien dessa sista dagar. 

### Schlieffenplanen och vägen genom Belgien
Tysklands fälttågsplan för ett krig på två fronter, som ursprungligen utarbetats av generalstabschefen Alfred von Schlieffen och därför kallades Schlieffenplanen, var byggd på anfall mot Frankrike och snabbt avgörande där, innan ryssarna hunnit tränga alltför djupt in i östra Tyskland. Tyska generalstaben hade länge ansett vägen genom Belgien vara den enda möjliga för detta samt tillrådde den nu, trots den ökade risk den medförde för brytning med Storbritannien, varvid rikskanslern Bethmann Hollweg - liksom i fråga om krigsförklaringen mot Ryssland - fann det omöjligt att motsätta sig generalstabschefens bestämda förklaring att det militära tvånget var absolut".

### Storbritanniens diplomatiska förhandlingar
Storbritannien inledde redan 31 juli sin aktion genom samtidig förfrågan hos Frankrike och Tyskland om de ville förplikta sig att respektera Belgiens neutralitet, så länge den inte kränktes av annan makt. Frankrike svarade jakande, Tyskland åter förklarade undvikande att ett bestämt svar skulle röja dess fälttågsplan för ett eventuellt krig. En tysk motfråga om Storbritannien ville lova förbli neutralt, i fall Belgiens neutralitet (liksom även Frankrikes och dess koloniers integritet) respekterades, besvarades av Grey (1 augusti) med en hänvisning till nödvändigheten av handlingsfrihet. Å andra sidan gav Storbritannien samma dag undvikande svar på ett franskt förslag - framställt i handskrivelse av 31 juli från president Poincaré till kung Georg V - om fullständig brittisk solidaritetsförklaring med Frankrike och Ryssland som yttersta påtryckningsmedel på Österrike och Tyskland. Däremot lovade Grey (2 augusti) Frankrike, att brittiska flottan skulle ingripa om den tyska företog fientliga operationer mot Frankrikes kuster eller sjöfart genom Engelska kanalen eller Nordsjön. Från tysk sida utlovades därpå (3 augusti) att, om Storbritannien förblev neutralt, tyska flottan inte skulle uppträda i Engelska kanalen eller närma sig Frankrikes nordkust samt att Belgiens integritet även i händelse av genommarsch skulle respekteras. 

### Ultimatum till Belgien och tysk inmarsch
Till Belgien hade Tyskland då redan (2 augusti) riktat ett ultimatum med krav på genomtåg och löfte om utrymning av belgiskt territorium efter freden. Belgien svarade (3 augusti), åberopande 1839 års garantitraktat, att det ämnade med vapenmakt försvara sig mot alla kränkningar av sin däri även av Tyskland (Preussen) garanterade neutralitet.

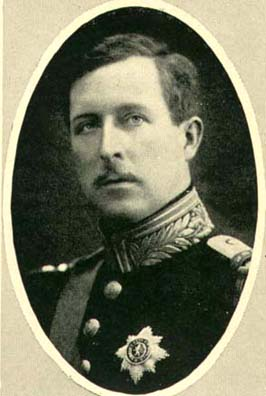
Albert I (1875-1934), kung av Belgien 1909-1934

Tyska trupper hade den 1 augusti ryckt in i det neutrala Luxemburg och beträdde på morgonen den 4 augusti belgiskt område. Detta steg erkändes av Bethmann Hollweg samma dag i tyska riksdagen såsom stridande mot folkrätten; det hade, sade han, nödvändiggjorts av överhängande fara för franskt infall denna väg mot nordvästra Tyskland. "Det onda vi nu gör skall vi söka göra gott igen, så snart våra militära syften uppnåtts". 

### Storbritanniens krigsförklaring
Kung Albert av Belgien vädjade 3 augusti till Storbritannien om diplomatiskt stöd för tryggande av landets neutralitet och fick 4 augusti till svar, att Storbritannien skulle stödja dess väpnade motstånd mot neutralitetens kränkning. Efter denna utfästelse tillställde belgiska regeringen samma dag tyska sändebudet hans pass och vädjade till garantimakterna Storbritannien, Frankrike och Ryssland om väpnad hjälp.

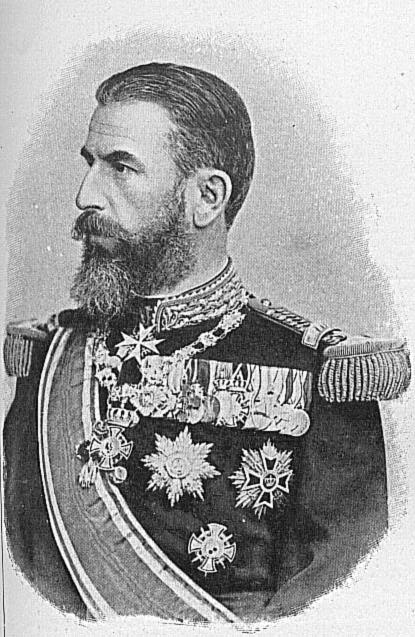
Carol I (1839-1914), kung av Rumänien 1881-1914

Storbritanniens beslut att ingripa i kriget torde främst ha förorsakats av önskan att skydda Frankrike, men den tyska kränkningen av Belgiens neutralitet anfördes officiellt ensam som krigsorsak och blev av bestämmande inflytande på brittisk folkmening om kriget. Den brittiske ambassadören i Berlin sir Edward Goschen underrättade på eftermiddagen den 4 augusti den tyska regeringen att Storbritannien, om garanti för respekterande av Belgiens neutralitet inte erhållits före midnatt, ämnade vidtaga alla åtgärder för att upprätthålla denna neutralitet. Detta meddelande innebar krigsförklaringen.

### Österrike-Ungerns fördröjda krigsförklaringar
Österrike-Ungern dröjde under förebärande av militära skäl i det längsta med sina krigsförklaringar; först efter upprepade tyska påminnelser om dess förbundsplikt avläts sådana 6 augusti till Ryssland, sedermera till Frankrike och Storbritannien. Dess krigsförklaring mot Belgien avgavs den 27 augusti.

### Italiens och Rumäniens neutralitet
Krigsutbrottet medförde genast Italiens och Rumäniens faktiska avfall från trippelalliansen. Redan den 31 juli hade den italienska regeringen meddelat att den betraktade Österrikes aktion mot Serbien som aggressiv och därför inte ansåg casus foederis föreligga, utan ämnade förbli neutralt. Med samma motivering avgav Italien den 3 augusti en formell neutralitetsförklaring för hela konflikten. Rumänien - vars kung Carol I redan våren 1914 meddelat att han i händelse av krig mellan Ryssland samt Tyskland och Österrike på grund av folkstämningen inte kunde fördragsenligt ingripa, men att Österrike-Ungern, så länge han levde, inte behövde befara rumänskt angrepp - förklarade efter ett kronråd den 3 augusti där Italiens neutralitetsförklaring gjort starkt intryck, att casus foederis inte förelåg, enär Rumänien inte på förhand underrättats eller åtfrågats om den österrikiska aktionen mot Serbien. 

### Turkiets inträde i kriget
Däremot ingick Turkiet den 2 augusti ett hemligt fördrag med Tyskland om förbund till den 31 december 1918 och ingripande i kriget om Ryssland genom militära åtgärder nödgade Tyskland att fylla sin förbundsplikt mot Österrike; fördraget biträddes kort därefter av Österrike-Ungern. Dess närmaste följd blev att de tyska krigsfartygen Goeben och Breslau undan sina brittiska förföljare dirigerades till Konstantinopel och "inköptes" av den turkiska regeringen. Den på så sätt förstärkta turkiska flottan anföll den 28 oktober flera ryska Svarta havshamnar, och kort därpå trängde turkiska trupper in på Sinaihalvön. De allierades ambassadörer lämnade 1 november Konstantinopel, 3 november bombarderade franska och brittiska krigsfartyg de yttre Dardanellforten, och 5 november förklarade Storbritannien krigstillstånd med Turkiet råda samt annekterade den sedan 1878 under brittisk förvaltning stående ön Cypern. Egypten förklarades 17 december för brittiskt protektorat, och följande dag avsattes formellt den i Turkiet vistande kediven Abbas Hilmi Pasha; till landets regent utropades prins Hussein Kamil med titeln sultan av Egypten (för att beteckna landets fullständiga oberoende av Turkiet).

### Japans krigsförklaring
Till Tysklands fiender sällade sig tidigt Japan, som 17 augusti i ultimatum med 6 dagars frist krävde avträdande av Kiautschou och alla tyska krigsfartygs avlägsnande från östasiatiska farvatten. Då detta ultimatum lämnades obesvarat förklarade Japan 23 augusti Tyskland krig.